# Acomb (Northumberland)
Acomb – wieś w Anglii, w hrabstwie Northumberland. Leży 32 km na zachód od miasta Newcastle upon Tyne i 409 km na północ od Londynu. W 2001 miejscowość liczyła 1184 mieszkańców.